# Nyergeskenguru
A nyergeskenguru (Onychogalea fraenata) a kúszóerszényes-alakúak (Diprotodontia) rendjéhez, ezen belül a kengurufélék (Macropodidae) családjához tartozó faj.

## Elterjedése
Ausztrália területén honos.

## Megjelenése
Hossza 1 méter farokhossza 33-66 centiméter súlya 4-8 kilogramm.

## Természetvédelmi helyzete
Egykor Ausztrália keleti részén széles körben elterjedt faj volt. A faj élőhelyét jelentő erdők irtása és a vadászat miatt súlyosan veszélyeztetett fajjá vált, emellett a szarvasmarha és juhcsapatok elpusztították az erdők aljnövényzetét, ahol a kenguruk a nappalt töltötték. 1937-től 1973-ig egyetlen egyedet sem észleltek és feltételezték, hogy a  faj kihalt. A fajt 1973-ban Queensland egy eldugott vidékén újra felfedezték. Egy viszonylag kis méretű (115 km²-es) területen fordul elő kizárólag, melyet azóta nemzeti parkká nyilvánítottak. Elindultak fogságban való tenyésztési programok is a faj megmentése érdekében.